# Інший світ: Еволюція
«Інший світ: Еволюція» (англ. Underworld: Evolution) — американський фільм режисера Лена Вайсмана 2006 року, продовження його ж стрічки «Інший світ» (2003)

## Сюжет
Фільм починається подіями, які відбуваються 1202 року в Угорському королівстві. Армія вампірів на чолі з трьома Старійшинами (Віктор, Маркус Корвінус і Амелія) прибуває в селище, де скрізь повно розкиданих розтерзаних людських тіл. За це несе відповідальність Вільгельм, Перший перевертень, брат-близнюк Маркуса. Воєвода Віктор посилає солдат спалити всіх мертвих, перш ніж вони стануть перевертнями. Вони не встигають, і починається кровопролитна битва між вампірами та дикими перевертнями. Віктор наказує Маркусу піти подалі від битви, щоб зберегти його життя як цінне для всіх вампірів. Загін вампірів на чолі з Амелією ловить в лісі Вільгельма і чисельно перемагає його. Віктор відмовляється слухати вимоги Маркуса, щоб брат був переданий йому. Замість цього він наказує ув'язнити Вільгельма в таємному місці навіки.
Далі стрічка переходить до подій нашого часу, відразу після смерті лідера ліканів Люціана і Віктора. Селін і Майкл ховаються в одному з секретних сховищ вампірів. Селін запасається боєприпасами та збирається повернутися до маєтку Віктора — щоб завадити Крейвену вбити Маркуса. Майкл змушений залишитися, оскільки охорона маєтку здатна відкрити по ньому вогонь, не вступаючи в переговори, а часу втрачати не можна: комп'ютерний термінал вампірського притулку попереджає про швидкий схід сонця, що є згубним для Селін.
У маєтку Крейвен зібрав загін своїх власних солдатів, щоб убити Маркуса, поки той занурений у сон: Крейвен знає, якщо Старший прокинеться, то вони не в змозі будуть йому протистояти. Однак виявляється, що Маркус уже прокинувся: кров вченого-перевертня Паленого, раніше убитого Віктором, потрапила в рот Маркуса. Він, бувши у подобі жахливого кажана, вбиває людей Крейвена своїми крилами. Вкусивши Крейвена, Перший вампір пізнає через його кров натяки на місце розташування в'язниці свого брата, після чого знищує будинок Віктора і всіх, хто знаходився в ньому.
Майклу набридає сидіти в будинку на прохання Селін, і він не може змусити себе пити кров (навіть клоновану). Він іде в найближчу їдальню і замовляє їжу. Його травна система не сприймає людську їжу, а його тим часом показують по телевізору як злочинця. Як на зло, в їдальні сидять два поліцейських, які його впізнають. Втікши від них і їх підкріплення, поранений Майкл біжить по лісі. Селін чує постріли та повертається. Вона нападає на поліцейських, вирубає їх, а потім просить Майкла випити трохи її власної крові (з зап'ястя) для зцілення ран.
Маркус дізнається про місцеперебування Майкла і Селін за допомогою терміналу комп'ютерної системи спостереження, що зв'язує в єдиний інтранет всі притулки вампірів: навички використання комп'ютерів він набув з кров'ю сучасних вампірів. Він прилітає в околиці притулку, використовуючи свої крила, і недобиті залишки поліції в жасі тікають. Селін починає виправдовувати перед Маркусом свої дії, але той і сам визнає, що Віктор заслуговував те, що отримав. Однак Маркус хоче дізнатися секрети сім'ї самої Селін, тому й нападає на неї. Майкл стріляє в нього, лишень оглушивши Маркуса. Майкл і Селін тікають, залишаючи ліс; на дорозі вони зупиняють російську вантажівку і силою відбирають її у водія. Майкл бореться з Маркусом, коли той намагається забратися в кузов, і зауважує, що Маркус норовить схопити амулет покійного Люціана, який раніше належав дочці Віктора Соні. Тут з'являється сонце, і Маркус, досить пошарпаний після бою з гібридом, відлітає сховатися.
У той же час група людських командос, які називають себе Прибиральниками, перехопила поліцейський сигнал про Майкла і вилітають на місце дії на вертольоті. До цього вони забрали тіла Віктора, Люціана й Амелії, задокументувавши місце їх вбивства, і привезли їх своєму начальнику — Лорензі Макар — на військовий корабель, який стоїть в порту і є їхньою базою. Макар усамітнюється в трупарні, рішуче розкриває тіло воєводи Віктора скальпелем і виявляє в його плоті порожнистий металевий диск з древнім орнаментом. Прибиральники знищують притулок вампірів за допомогою мініатюрної міни з годинниковим механізмом, яка спершу насичує повітря вибуховим аерозолем, а потім підпалює його, створюючи руйнівний об'ємний вибух.
Встає сонце й обпікає руку та обличчя Селін, вона не може більше вести вантажівку. Майкл накриває її ковдрою і сам керує вантажівкою, направляючи її в гараж покинутої майстерні, і затемнює в ній вікна за допомогою фарби, розриваючи металеву упаковку кігтями перевертня. Майкл прагне надати Селін першу допомогу, але її сонячні опіки вже повністю зажили й так. Потім вони проводять ніч разом.
Потім Майкл цікавиться у Селін, навіщо Маркусу потрібен амулет. Роздивляючись амулет, Селін раптово згадує, що вже бачила його в дитинстві. Разом вони їдуть до Андреаса Таніса, колишнього історика кланів вампірів і перевертнів, що був вигнаний Віктором свого часу у віддалений покинутий людьми монастир в покарання за неправильний опис історичних подій. Тепер Селін підозрює, що праця Таніса була правдивою, а Віктор побоювався розголошення правди. Оскільки триста років тому Селін особисто брала участь у вигнанні історика, вони з Майклом легко знаходять цю древню будівлю, але їх чекає маса сюрпризів. Вигнання Таніса нічим не нагадує ув'язнення: його монастир забезпечений мультимедійним акустичним центром, оснащений відеокамерами зовнішнього спостереження і захищений сучасною технологією, охоронцями-перевертнями, а також двома красивими вампіршами, співмешканками Таніса.
Історик-вампір Таніс вступає в битву з нежданими відвідувачами, але Майкл і Селін перемагають його перевертнів і вампірш. Несподівано Таніс стріляє в Селін ультрафіолетовою кулею, але промахується. За зброєю та охороною Селін визначає, що саме Таніс був винахідником ультрафіолетових куль і поставляв їх Люціану і всьому клану ліканів для війни проти вампірів в ті часи, коли Амелія керувала кланом вампірів. У свою чергу, Селін зізнається у вбивстві Віктора, тому історик розуміє, що тепер несправедливість його вигнання їй відома. Андреас Таніс змушений розкрити Селін і Майклу правду, і для цього використовує стародавні рукописи своєї бібліотеки.
Виявляється, що першим вампіром був саме Маркус, а не Віктор. Маркус був одним з трьох синів древнього угорського воєводи Олександра Корвінуса, предка Майкла і першого безсмертного. Маркуса свого часу вкусив кажан, і він став вампіром; його брат-близнюк Вільгельм був укушений вовком і став перевертнем. Перші перевертні не вміли перетворюватися на людей і не могли контролювати свою звірину лють; нинішній клан ліканів є результатом їх еволюції протягом поколінь, а в колишні часи перевертні були значно небезпечніші. Коли Вільгельм почав нападати на людей, перетворюючи їх на перевертнів, Маркус прийшов до місцевого воєначальника Віктора, який помирав від старості. Маркус запропонував зробити Віктора вампіром, зажадавши натомість його допомогу в ловлі Вільгельма. Після ув'язнення Вільгельма Віктором, що було скоєно проти волі Маркуса, Віктор узурпував владу і став главою вампірів, оголосивши при цьому, що саме він є першим вампіром, а не Маркус. Віктор міг би і вбити Маркуса, однак Маркус повідав, що смерть першого вампіра або перевертня призведе до загибелі роду вампірів або перевертнів, яких Віктор зробив рабами. Андреас Таніс вважав, що ці знання є брехнею, однак Віктору не вистачало духу перевірити їх на істинність: можлива ціна була занадто велика.
Віктор найняв батька Селін, місцевого архітектора, побудувати в'язницю для Вільгельма. Ключ для в'язниці складається з двох частин: амулет (даний Віктором своїй дочці) і диск (захований усередині самого Віктора). Однак після втечі лікана Люціана Віктор убив сім'ю Селін, щоб Маркус не зміг дізнатися, де в'язниця. Однак у пам'яті Селін з дитячих часів залишилося розташування в'язниці; саме тому Маркус прагнув випити її крові.
Андреас Таніс пропонує Майклу і Селін зустрітися з якимсь Лорензом Макаро, який може допомогти їм проти Маркуса. Перед відходом Селін забирає з арсеналу історика частину зброї та боєприпасів, у тому числі кілька мініатюрних мін з годинниковим механізмом, що діють на основі вибухового аерозолю. Однак після їх відходу Маркус також з'являється в монастир і вбиває Таніса, випиває всю його кров і дізнається про місцеперебування Макаро.
На причалі, вказаному Танісом, Майкла і Селін ідуть на зустріч з Макаром на його корабель. Зустрівши главу Прибиральників, Селін впізнає герб на його персні, який містився в стародавньому рукописі з бібліотеки Таніса. Справжнє ім'я цієї людини — Олександр Корвінус; він використовує найкращих воїнів світу, з яких створив щось на зразок спецназу для приховування війни вампірів і перевертнів від зору людей.
Однак, навіть прекрасно знаючи, на що перетворилися його сини і яке потомство породили, Олександр відмовляється завдавати їм шкоди.
Маркус, йдучи слідом за відомостями, почерпнутими з крові Таніса, знаходить корабель і нападає на людей свого батька, а потім хапає Майкла. Після жорстокої сутички Маркус розпинає гібрида на металевих штирях причалу, після чого життя полишає Майкла. Потім Маркус п'є трохи крові Селін і дізнається з неї масу відомостей — як сучасних, так і значно більш древніх, дитячих спогадів про місцеперебування склепу, в якому похований Вільгельм. Забравши амулет, Маркус піднімається на судно до батька.
Батько і син сперечаються про своє місце у світі, про своє призначення. Маркус стверджує, що безсмертні мають повне право захопити світ. Олександр вважає, що всі безсмертні — дивна гра природи, і вони не повинні існувати; він також передбачає, що звільнення Вільгельма призведе до безконтрольного зростання числа первісних звіроподібних перевертнів. Маркус зізнається в прагненні породити нову расу безсмертних, які будуть поклонятися йому, немов божеству, а потім пронизує Олександра Корвінуса його ж власним мечем зі словами: «У справжнього бога немає батька». Обшукавши Олександра, батьковбивця забирає диск, витягнутий з плоті Віктора і доповняльний амулет, щоб скласти ключ до могили свого брата-близнюка. Однак Корвінус перед смертю передрікає своєму синові-вампірові невдачу.
Головний Прибиральник Олександра, Семюел, веде Селін до безсмертного, що вмирає за його наказом. Олександр просить Селін випити кров, що залишилася в ньому, після чого вона стане «майбутнім», єдиною надією зупинити синів Корвінуса. Вона і Прибиральники відлітають на вертольоті наздоганяти Маркуса, забираючи з собою тіло Майкла, а Олександр підриває свій корабель разом з собою.
Прибувши в старий замок воєводи Віктора, під яким і знаходиться в'язниця, Селін і Прибиральники дізнаються, що Маркус уже звільнив брата-лікана: важка плита, що закривала склеп, піднята, і металевий саркофаг розкритий. Маркус б'ється з Селін, поки його брат розправляється з людьми. Маркус здивований новою силою Селін, але відчуває на ній запах крові батька. Використовуючи ключ, вона замуровує вампіра в склепі, опустивши плиту. Убиті Прибиральники стають примітивними перевертнями. Під час сутички з Вільгельмом Селін використовує аерозольні міни і підриває стелю підземелля, дозволяючи завислому в повітрі вертольоту Прибиральників почати розстріл перевертнів та їх «батька» з авіаційного кулемета.
Резерви організму Майкла, гібрида перевертня і вампіра, дозволяють йому ожити в цей момент, і він стрибає в підземеллі замку через пролом, тримаючи в руці металевий трос, за допомогою якого вертолітники могли б витягнути його назад. Майкл легко перемагає звіроподібних перевертнів. Однак Маркус, використовуючи свою незвичайну навіть для вампіра міць, відчиняє двері склепу і використовує трос, щоб притягти вертоліт. Вертоліт падає з небес таким чином, що його лопаті, які ще обертаються у вертикальній площині, проникають через пролом в підземеллі замку і створюють смертельну м'ясорубку. Селін починає битися з Першим вампіром, поки Майкл б'ється з Вільгельмом. Майкл перемагає і відриває Першому перевертню голову. У люті Маркус пронизує груди Селін своїми вістрями крил і говорить, що знав, що Віктору не потрібно було залишати її для своєї забави, а вбити разом з усією її поганою сім'єю. Селін, проте ж, відламує жало і пронизує ним голову вампіра. Потім вона штовхає його на лопаті вертольота, що швидко обертаються і вони розрубують плоть Маркуса на шматки.
Сонце непомітно встало, і Селін з подивом бачить, як її рука перебуває на світлі без шкоди.

## У ролях
| Актор           | Роль                             |
| --------------- | -------------------------------- |
| Кейт Бекінсейл  | Селін                            |
| Скотт Спідмен   | Майкл Корвін                     |
| Тоні Карран     | Маркус Корвінус                  |
| Дерек Джекобі   | Олександр Корвінус/Лоренз Макаро |
| Білл Наї        | Віктор                           |
| Стівен Макінтош | Андреас Таніс                    |
| Шейн Броллі     | Крейвен                          |
| Брайан Стіл     | Вільгельм Корвінус               |
| Зіта Горог      | Амелія                           |
| Скотт МакЕлрой  | Сорен                            |
| Джон Манн       | Самаель                          |
| Майкл Шин       | Люціан                           |
| Софія Майлс     | Еріка                            |
| Річард Цетрон   | Пірс                             |
| Майк Мукатіс    | Тейлор                           |

Роль юної Селін зіграла дочка Бекінсейл і Шина — Лілі Мо Шин.

## Сприйняття

### Критика
Загалом фільм негативно прийнятий кінокритиками, проте позитивно глядачами. На сайті Rotten Tomatoes фільм отримав рейтинг 3,8 бала з 10 можливих від кінокритиків та 3,6 бала з 5 можливих серед глядачів. Сайт також повідомляє, що 16 % кінокритиків (рейтинг серед топових кінокритиків — 5 %) та 72 % глядачів фільм сподобався. На сайті Metacritic фільм отримав 36 балів зі 100 від кінокритиків та 8,7 з 10 від глядачів. Рейтинг на IMDb складає 6,8 бала з 10 можливих.

### Касові збори
Фільм вийшов в прокат на 3207 екранах і за перший вікенд (20–22 січня 2006) зібрав $26,9 млн або в середньому $8,388 на один кінотеатр. Станом на 12 березня 2006 загальні збори склали $62,3 млн у США та $49 млн у решті світу, разом —111,3 мільйонів доларів.

## Музика
Далі перераховані музичні композиції, які звучали у фільмі «Інший світ: Еволюція».

### Саундтрек
| Список треків | Список треків                                                      | Список треків       | Список треків |
| #             | Назва                                                              | Автори / Виконавці  | Тривалість    |
| ------------- | ------------------------------------------------------------------ | ------------------- | ------------- |
| 1.            | «The Undertaker (Renholdër Mix)»                                   | Puscifer            | 3:57          |
| 2.            | «Morning After (Julien-K Remix)»                                   | Chester Bennington  | 4:14          |
| 3.            | «Where Do I Stab Myself in the Ears (The Legion of Doom Remix)»    | Hawthorne Heights   | 3:58          |
| 4.            | «To the End (RnR Cheryl Mix)»                                      | My Chemical Romance | 3:12          |
| 5.            | «Vermillion, Pt. 2 (Bloodstone Mix)»                               | Slipknot            | 3:39          |
| 6.            | «Burn (Alleged Remix)»                                             | Alkaline Trio       | 4:02          |
| 7.            | «The Last Sunrise (Dusk Mix)»                                      | Aiden               | 3:55          |
| 8.            | «Bite to Break Skin (The Legion of Doom Remix)»                    | Senses Fail         | 4:08          |
| 9.            | «Her Portrait in Black»                                            | Atreyu              | 4:02          |
| 10.           | «Washing Away Me in the Tides»                                     | Trivium             | 3:47          |
| 11.           | «Eternal Battle»                                                   | Mendozza            | 4:10          |
| 12.           | «Our Truth»                                                        | Lacuna Coil         | 4:04          |
| 13.           | «Cat People (Putting Out Fire)»                                    | Gosling             | 5:01          |
| 14.           | «Why Are You Up»                                                   | Bobby Gold          | 3:10          |
| 15.           | «Suicide»                                                          | Meat Beat Manifesto | 3:14          |
| 16.           | «HW2 (Кавер на "Halloween II", спочатку записаний групою Samhain)» | Cradle of Filth     | 3:14          |
| 62:19         |                                                                    |                     |               |

### Музика до фільму
| Underworld: Evolution (Original Score) | Underworld: Evolution (Original Score)                                                      | Underworld: Evolution (Original Score) |
| #                                      | Назва                                                                                       | Тривалість                             |
| -------------------------------------- | ------------------------------------------------------------------------------------------- | -------------------------------------- |
| 1.                                     | «The Crawl»                                                                                 | 0:52                                   |
| 2.                                     | «Ol' Timey Music»                                                                           | 4:58                                   |
| 3.                                     | «William Captured»                                                                          | 0:55                                   |
| 4.                                     | «Previously...»                                                                             | 2:18                                   |
| 5.                                     | «Safehouse 2 Crypt»                                                                         | 4:12                                   |
| 6.                                     | «Stay»                                                                                      | 0:55                                   |
| 7.                                     | «Corvin's Cruisin' Crypt»                                                                   | 3:11                                   |
| 8.                                     | «Morgue Medallion»                                                                          | 2:43                                   |
| 9.                                     | «Mike to Tavern»                                                                            | 1:30                                   |
| 10.                                    | «Mikey Doesn't Like It»                                                                     | 3:13                                   |
| 11.                                    | «Cue de Cilantro»                                                                           | 2:15                                   |
| 12.                                    | «Trunkin'»                                                                                  | 2:38                                   |
| 13.                                    | «Marcus Trumped»                                                                            | 0:30                                   |
| 14.                                    | «Marcus Hits Snooze»                                                                        | 0:50                                   |
| 15.                                    | «Beware of Dog»                                                                             | 3:53                                   |
| 16.                                    | «Shot Glass»                                                                                | 1:53                                   |
| 17.                                    | «Family Values»                                                                             | 4:29                                   |
| 18.                                    | «Marcus Taps Tannis»                                                                        | 2:08                                   |
| 19.                                    | «Patricide»                                                                                 | 4:15                                   |
| 20.                                    | «Alexander Can Help»                                                                        | 1:02                                   |
| 21.                                    | «He Is My Sonshine»                                                                         | 1:31                                   |
| 22.                                    | «Heli - Ride»                                                                               | 3:36                                   |
| 23.                                    | «William's Castle»                                                                          | 2:54                                   |
| 24.                                    | «Selene, Willie & Marcus»                                                                   | 3:36                                   |
| 25.                                    | «Trying to Kill Will»                                                                       | 0:59                                   |
| 26.                                    | «Kill Will 2»                                                                               | 2:10                                   |
| 27.                                    | «Marcus Trumped Again»                                                                      | 1:33                                   |
| 28.                                    | «The Future»                                                                                | 2:34                                   |
| 29.                                    | «Something I Can Never Have» (виконано Flyleaf; кавер оригінального запису Nine Inch Nails) | 4:57                                   |
| 30.                                    | «EracTou» (виконано Cevin Key & Ken Marshall)                                               | 3:19                                   |
| 75:56                                  |                                                                                             |                                        |